# ヴァディム・ゲンナディエヴィッチ・エレメーエフ

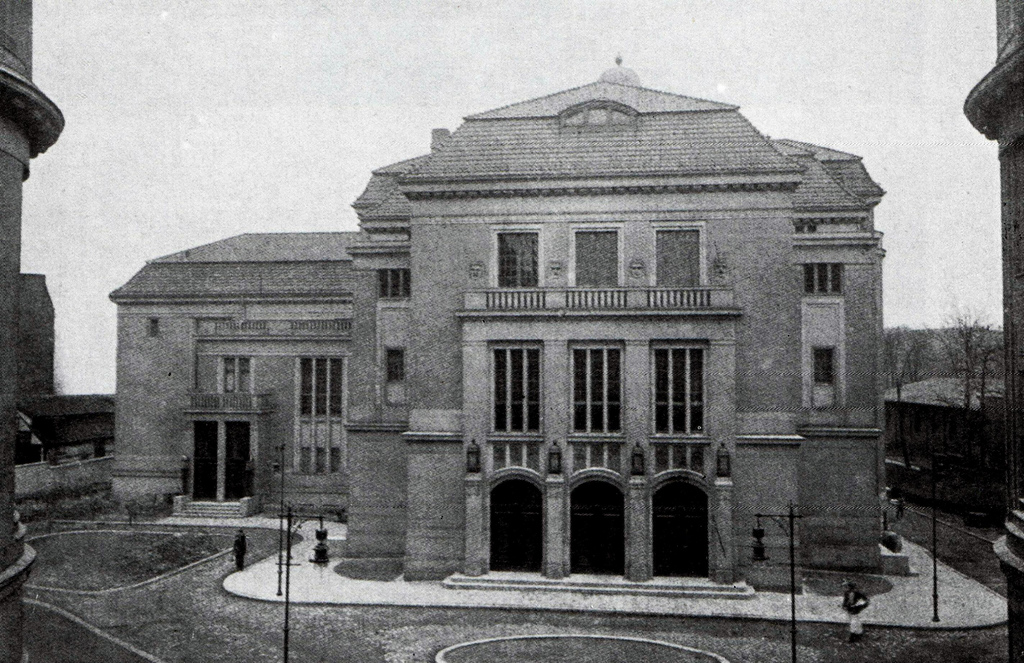
旧ケーニヒスベルク市役所、1924年撮影。

ヴァディム・ゲンナディエヴィッチ・エレメーエフ（ロシア語: Вадим Геннадьевич Еремеев、1938年 - ）は、ソビエト連邦の建築家。

## 略歴
1938年、ソビエト連邦のノヴォシビルスク州で生まれる。1961年にスヴェルドロフスクのウラル工科大学で卒業、1963年から1988年まで「カリーニングラード建設計画」（露: Калининградгражданпроект）を率いた。破壊されたケーニヒスベルク城とケーニヒスベルク城大聖堂の再建を試みたが失敗、城と聖堂の残骸は爆破された。ケーニヒスベルク市役所の再建を試みた初の建築家である。

## 作品

### ケーニヒスベルク城

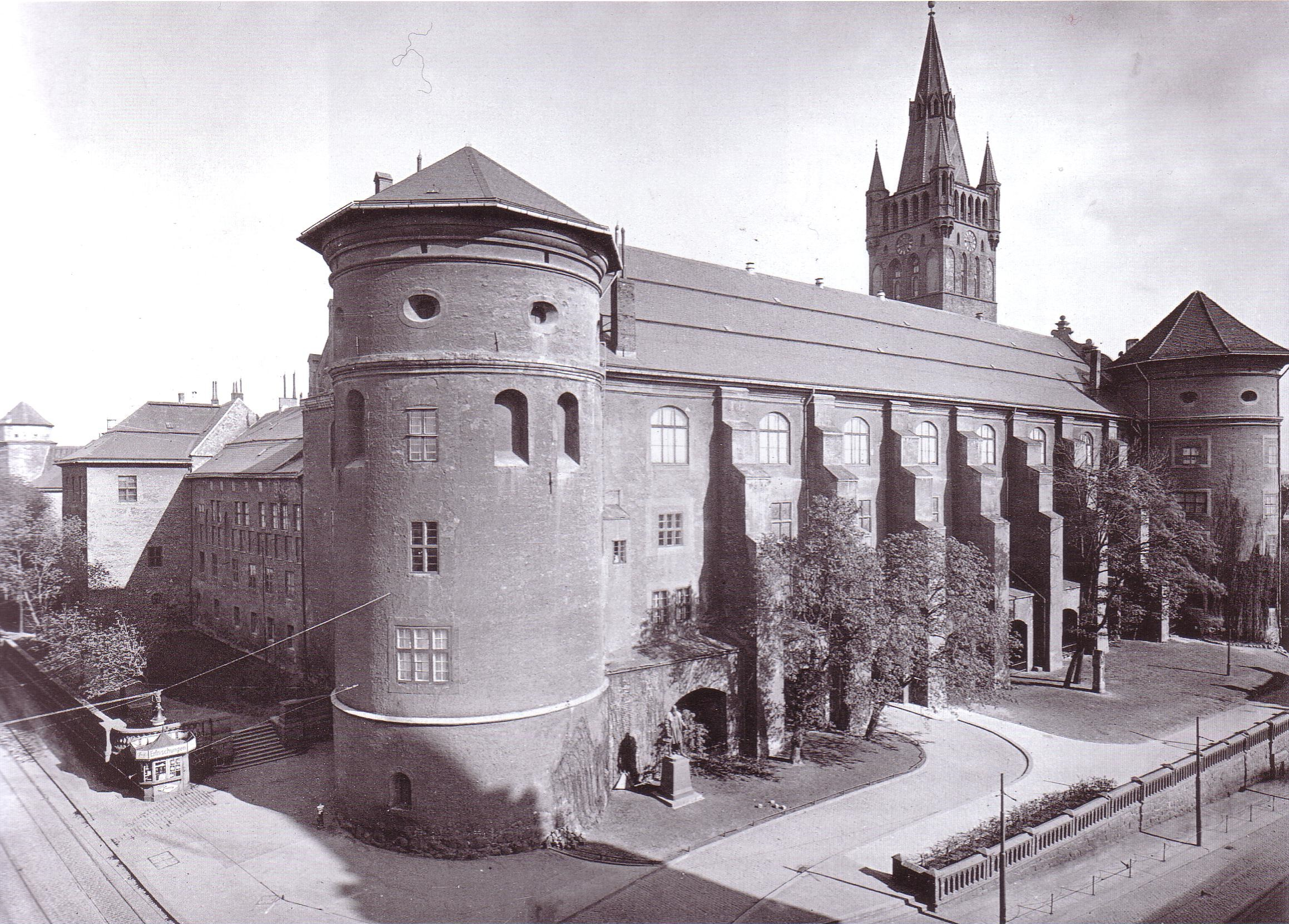
プロイセン王の戴冠に使われた聖堂、1910年頃。

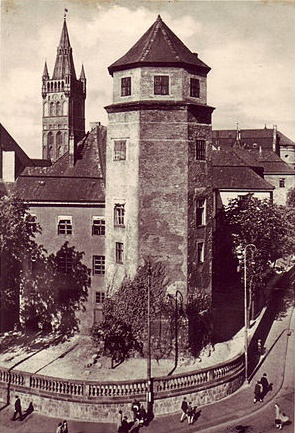
プロイセン時代の要塞、1917年撮影。

1961年、ソ連建築家連合のカリーニングラード支部会長に就任した。彼はスターリン時代が終結した後のポチョムキン町建設の傾向を批判した。エレメーエフは残骸となっていたケーニヒスベルク城とケーニヒスベルク城大聖堂を救おうとして、市民運動を起こそうとした。1965年10月30日、エレメーエフ、カリーニングラード建設計画の建築主事S・ソスキン、ソ連作家連合のカリーニングラード支部会長V・エラソフは連名でリテラトゥルナヤ・ガゼータにて公開状を出した。彼らは1964年3月になされた決議に基づき、城のロシア歴史に対する価値を説いた。エレメーエフはケーニヒスベルク城を救おうとする試みに関するインタビューで下記のように答えた：
あのとき、わたしたちは城を保存しようとして大きな努力をした。しかし、社会における政治の影響が大きすぎたがために失敗した。特に、共産党はひたすら激怒した。ドイツに関する全てに。
いずれにしても、ブレジネフは城の即時取壊しを決定した。1965年に城が取り壊された後、エレメーエフは1965年12月12日に行われたソ連建築家連合の会合において、深い諦めと恐怖の念を表明した。彼は同時に地方政府の城の保存に関する「建築上の無理解」が明らかになったと強調した。ホッペは下記のように述べている：
12月12日に行われたソ連建築家連合の会合の雰囲気により、[エレメーエフは]責任報告において、城の保存に関する地方政府による「剪断」により、建築の問題に対する「無理解」が明らかになった、と記した。原稿では「しかし、わが市の首脳部はこの好例において、建築家と大衆を無視することは間違いであると理解した。」と続いたが、紛争の結果に直面して、このコメントは原稿から消された。

### 労働組合議事堂

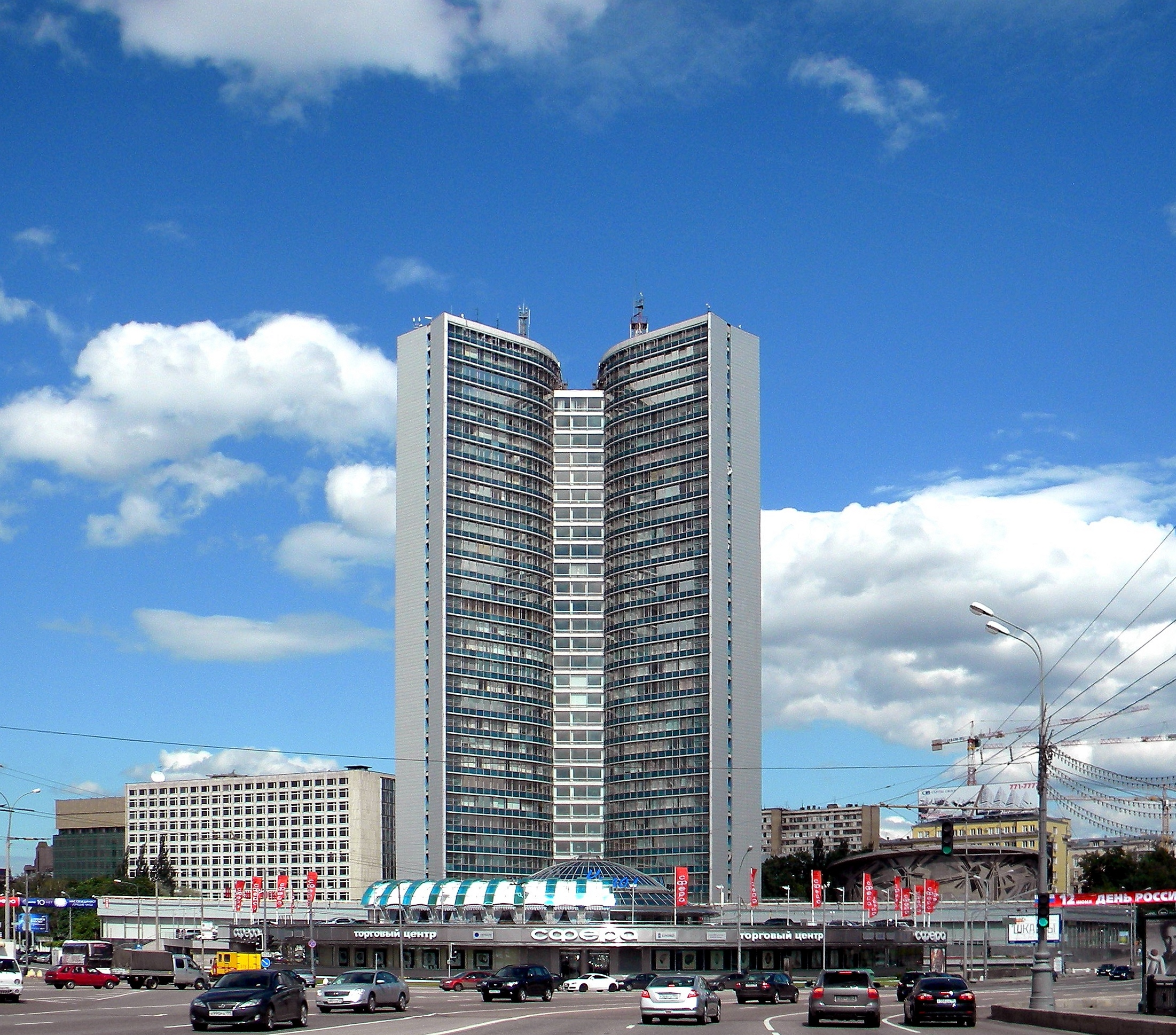
モスクワの経済相互援助会議ビル、2010年撮影。

労働組合議事堂（ロシア語: Дом Профсоюзов）は1970年代、エレメーエフの指揮でモスクワに建てられた、経済相互援助会議ビルに似たル・コルビュジエ風の建物。ロビーの床はムルマンスクとウラル山脈産の大理石造であった。

### 市役所

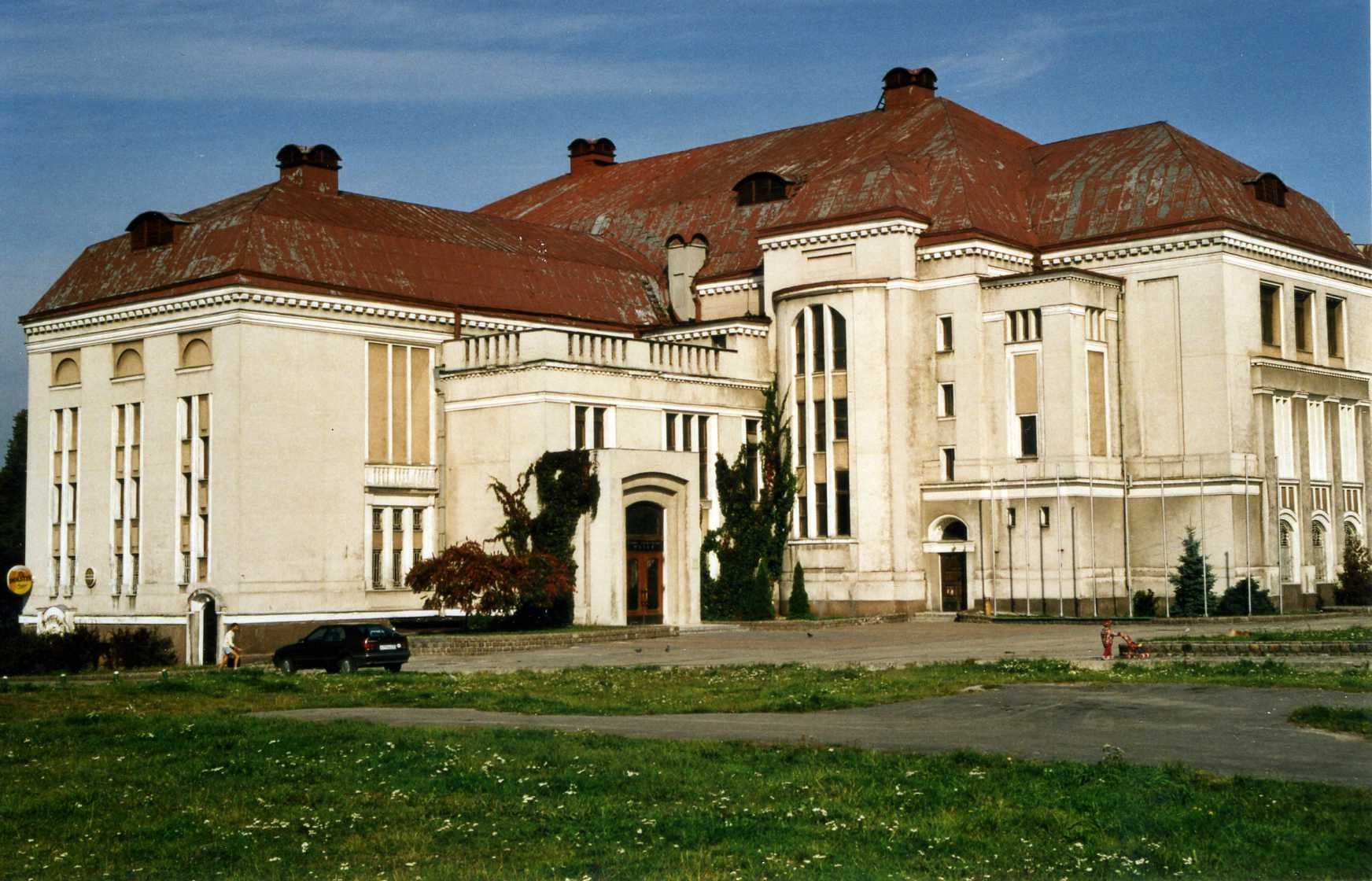
2003年時点の市役所

1981年から1986年まで、エレメーエフはケーニヒスベルク市役所の外壁の補修、および内部の改修を行い、市役所は博物館として再利用された。市役所の建物は1911年から1912年の間に建てられ、ベルリンの建築家リヒャルト・ゼールが設計した。アール・ヌーヴォーの一例でもあった：「[...]建物と窓の形もそうだったが、特に顕著にアール・ヌーヴォーを想起させるのは少し突き出ている4つの階段であり[...]アール・ヌーヴォー時代の窓だった。」
市役所の装飾は全て失われたと考えられている。1945年まで、建物の正面にある柱の上には4つの像が建てられていた。また4つのsingende Maskenköpfeも建てられていたが、いずれも1912年にルートヴィヒ・ザウアー（Ludwig Sauer）によって建てられたと考えられる。城への階段には1913年にヴァルター・ローゼンベルクによって作られた、山羊と遊ぶ2人のプットの彫刻があった。

### その他の建物

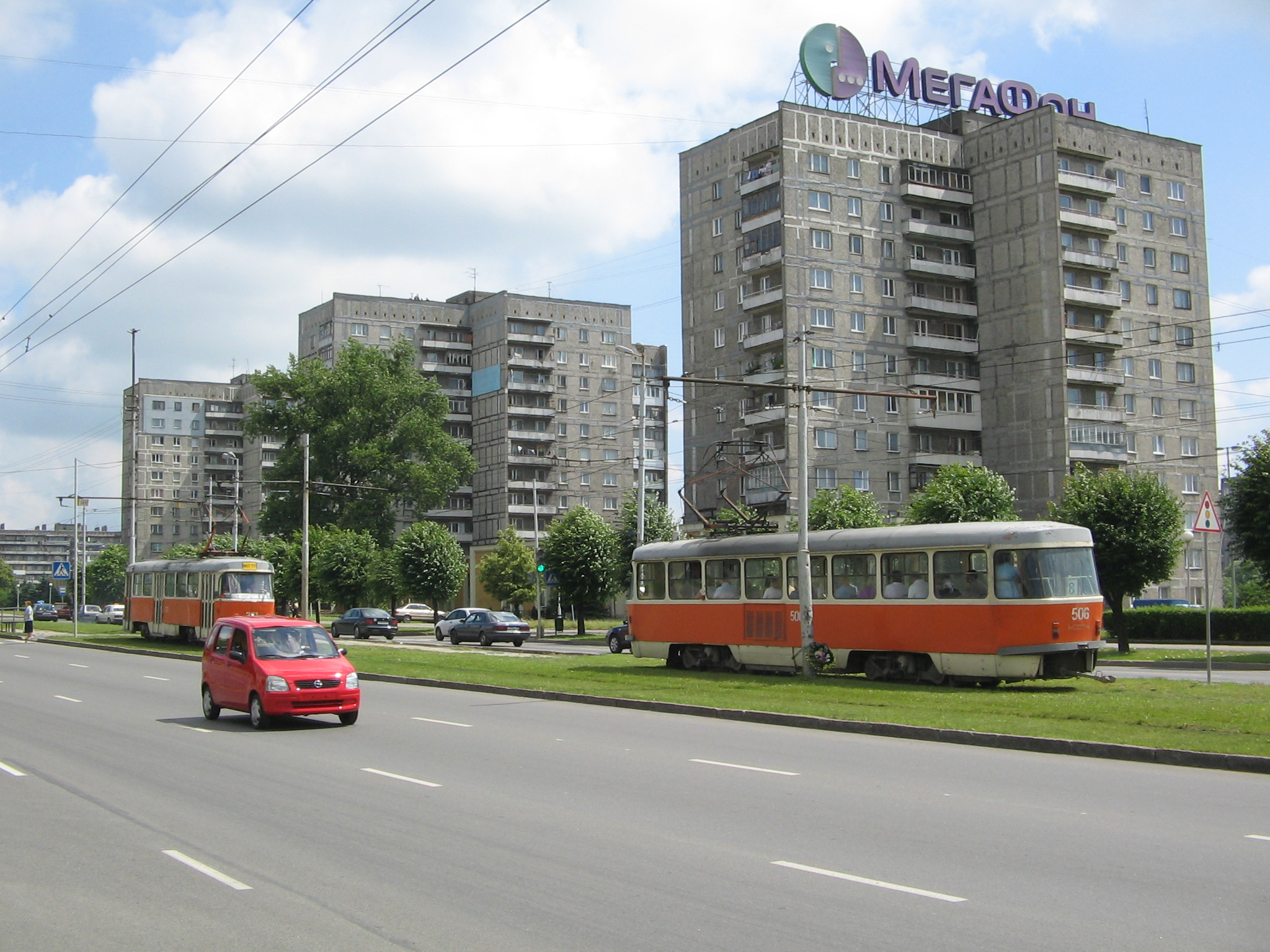

エレメーエフはドーミンゼル（Dominsel）の東側にある「ミクロラヨン6」という建物群を建てたほか、カリーニングラードの美術館の建物も建てた。

### 建築事務所の作品

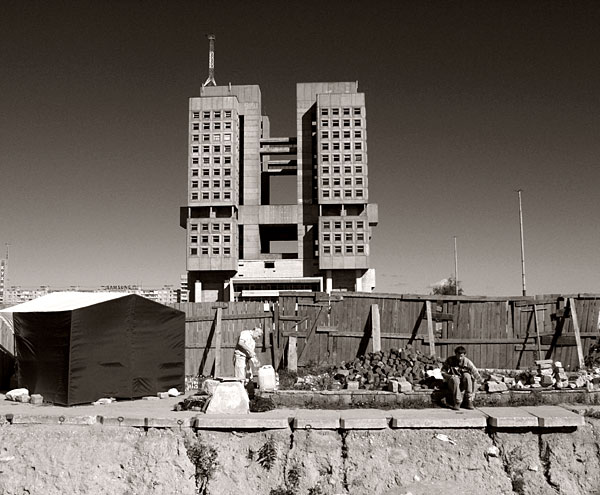
ケーニヒスベルクのドーム・ソビエト

エレメーエフは1998年に初めてカリーニングラードで建築事務所を開いた。 1998年時点のドーム・ソビエトは地方政府が7割を、一般市民が3割を所有していたが、設計についてのコンペが行われ、エレメーエフが受賞した。ユリアン・リヴォウヴィッチ・シュヴァルツブレイムが設計したこの建物はオフィスビルになる予定だった。エレメーエフは1998年2月23日付カリーニングラーツカヤ・プラヴダ紙で再建計画について説明を行い、ウラジーミル・プーチンの任期にはエレメーエフの計画が実行され、建物が一から再建された。2000年にはカリーニングラードでショッピングモール建設ブームがおきたが、エレメーエフは2004年5月20日付カリーニングラーツカヤ・プラヴダ紙で下記のように述べた：
特大のオフィス、巨大なスーパー、さらにショッピングモールをもう1つ[...]完成しなかったドーム・ソビエトが使えるのに、どうして新しいビルを建てるのかね？
ほかにはカリーニングラツキー・パッサージュ（露: Калининградский пассаж）というショッピングモールとホテルの複合施設、モスコフスキー大通りのヴェスター（Вестер）というショッピングモール、ミール大通りのショッピングモール、モスコフスキー大通りの児童パソコンセンターなども設計した。